# Levinsenia duodecimbranchiata
Levinsenia duodecimbranchiata är en ringmaskart som beskrevs av Cantone 1995. Levinsenia duodecimbranchiata ingår i släktet Levinsenia och familjen Paraonidae. Inga underarter finns listade i Catalogue of Life.